# Otfried Baume
Otfried Baume (* 20. August 1951 in Magdeburg) ist ein deutscher Geograph und Landschaftsökologe. 
Nach dem Studium von 1972 bis 1976 zum Diplomlehrer für Geographie und Biologie an der Ernst-Moritz-Arndt-Universität Greifswald war er bis 1979 Lehrer an der Polytechnischen Oberschule in Lüttgenrode (Kreis Halberstadt). Nach einer Aspirantur in Physischer Geographie wurde er 1982 an der Pädagogischen Hochschule „Karl Liebknecht“ Potsdam mit dem Thema „Standortgebundene und witterungsbedingte Ertragsunterschiede von Winterroggen- und Apfelkulturen im Havelgebiet bei Potsdam“ promoviert. 
Nach kurzer Zeit als Wissenschaftlicher Mitarbeiter am Institut für Obstforschung der Akademie der Landwirtschaftswissenschaften der DDR in Marquardt bei Potsdam war er seit 1983 auf einer unbefristeten Stelle als Wissenschaftlicher Assistent an der Sektion Geographie (ab 1990 Geographisches Institut) an der Humboldt-Universität zu Berlin tätig. In dieser Stellung absolvierte Baume 1985/1986 ein Zusatzstudium an der Geographischen Fakultät an der Lomonossow-Universität Moskau zur Landschaftsökologie, darin eingeschlossen Aufenthalte an anderen sowjetischen Universitäten. 1989 habilitierte er sich mit dem Thema „Zur Erfassung und Kennzeichnung der Landschaftsdynamik durch Analyse, Bewertung und Prognose von Prozessen und Effekten in der Landschaft“ und erwarb 1990 die facultas docendi. 1993 erhielt er den Titel Privatdozent.
Im Oktober 1995 folgte Baume einem Ruf auf den Lehrstuhl für Geographie und Landschaftsökologie an die Ludwig-Maximilians-Universität München (LMU). In den Münchener Geowissenschaften übernahm er Funktionen als Institutsvorstand, Direktor des Departments sowie als Prodekan. Im Ehrenamt ist Otfried Baume langjähriger 1. Vorsitzender der Geographischen Gesellschaft München.
Die Schwerpunkte seiner wissenschaftlichen Arbeit sind die Landschaftsökologie sowie die Hochgebirgs- und Quartärforschung mit regionalen Schwerpunkten im Kaukasus, im nördlichen Tian Shan, dem Altai und den Alpen. Daneben förderte er den wissenschaftlichen Austausch zwischen der LMU und der Universidad de La Habana (Facultad de Geografía) sowie der CITMA (Ministerio de Ciencia, Tecnología y Medio Ambiente) zur Umweltforschung auf Kuba. Per 31. März 2017 wurde Otfried Baume emeritiert.